# Powiat de Żyrardów
Le powiat de Żyrardów (en polonais : powiat żyrardowski) est un powiat (district) appartenant à la voïvodie de Mazovie dans le centre-est de la Pologne, créée en 1999 lors de la réforme administrative.
Elle est née le 1er janvier 1999, à la suite des réformes polonaises de gouvernement local passées en 1998.
Son siège administratif du powiat est la ville de Żyrardów, qui se trouve à 43 kilomètres au sud-ouest de Varsovie, capitale de la Pologne. Il y a deux autres villes dans le powiat: Mszczonów située à 11 kilomètres au sud-est de Żyrardów, et aussi Wiskitki (ville à partir de 2021). 
Le district couvre une superficie de 532,63 kilomètres carrés. En 2022, sa population totale est de 75 414 habitants, avec une population pour la ville de Żyrardów de 38 784 habitants, dans la ville de Mszczonów de 6 159 habitants, dans la ville de Wiskitki de 1 421 habitants et une population rurale de 29 050 habitants.

## Powiaty voisines
La Powiat de Żyrardów est bordée des powiaty de :
- Grodzisk Mazowiecki à l'est
- Grójec au sud-est
- Rawa au sud
- Skierniewice à l'ouest
- Sochaczew au nord-ouest

## Division administrative
Le powiat comprend 5 communes (gminy) :
| Gmina                   | Type         | Superficie (km²) | Population (2022) | Siège             |
| Żyrardów                | urbain       | 14,4             | 38 784            |                   |
| Gmina Mszczonów         | urbain-rural | 144,9            | 11 360            | Mszczonów         |
| Gmina Wiskitki          | urbain-rural | 150,9            | 10 076            | Wiskitki          |
| Gmina Puszcza Mariańska | rural        | 142,4            | 8 772             | Puszcza Mariańska |
| Gmina Radziejowice      | rural        | 80,1             | 6 422             | Radziejowice      |

## Démographie
Données du 31 décembre 2022:
| Description | Total  | Total | Femmes | Femmes | Hommes | Hommes |
| ----------- | ------ | ----- | ------ | ------ | ------ | ------ |
| Unité       | Nombre | %     | Nombre | %      | Nombre | %      |
| Population  | 75 414 | 100   | 39 206 | 51,99  | 36 208 | 48,01  |
| Urbain      | 46 364 | 61,48 | 24 619 | 32,65  | 21 745 | 28,83  |
| Rural       | 29 050 | 38,52 | 14 587 | 19,34  | 14 463 | 19,18  |

## Histoire
De 1975 à 1998, les différentes gminy du powiat actuelle appartenaient administrativement à la voïvodie de Skierniewice.
La Powiat de Żyrardów est créée le 1er janvier 1999, à la suite des réformes polonaises de gouvernement local passées en 1998.